# Île aux Moines (Côtes-d'Armor)
Pour les articles homonymes, voir Île aux Moines (homonymie).
L'île aux Moines (en breton : Enez ar Breur [ˈẽːnez ar ˈbrøːr] ou Jentilez) est une île de l'archipel des Sept-Îles. C'est la seule île de l'archipel ouverte au public.

## Toponymie
Auparavant nommée Talvern, le nom d'île aux Moines vient des moines cordeliers qui ont occupé l'île du XIVe siècle au XVe siècle.

## Fort

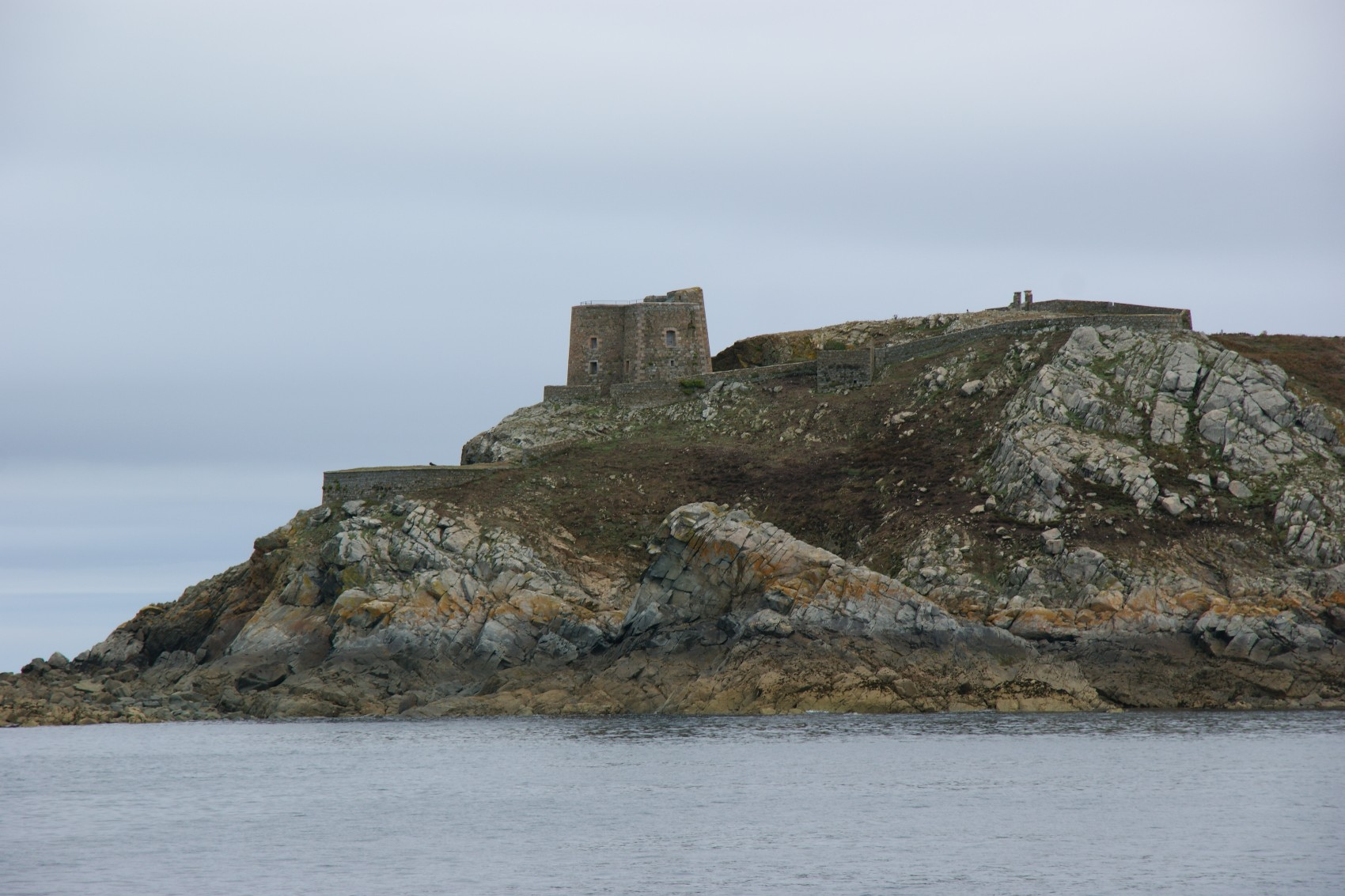
Fort des Sept-Îles

Le fort a été édifié sous Louis XV par Siméon Garangeau, un disciple de Vauban, dans le but d'arrêter les trafics de contrebande des pirates. Plusieurs chantiers se sont succédé ces dernières années pour remettre en état l’ancienne caserne et divers murs d'enceinte.

## Phare

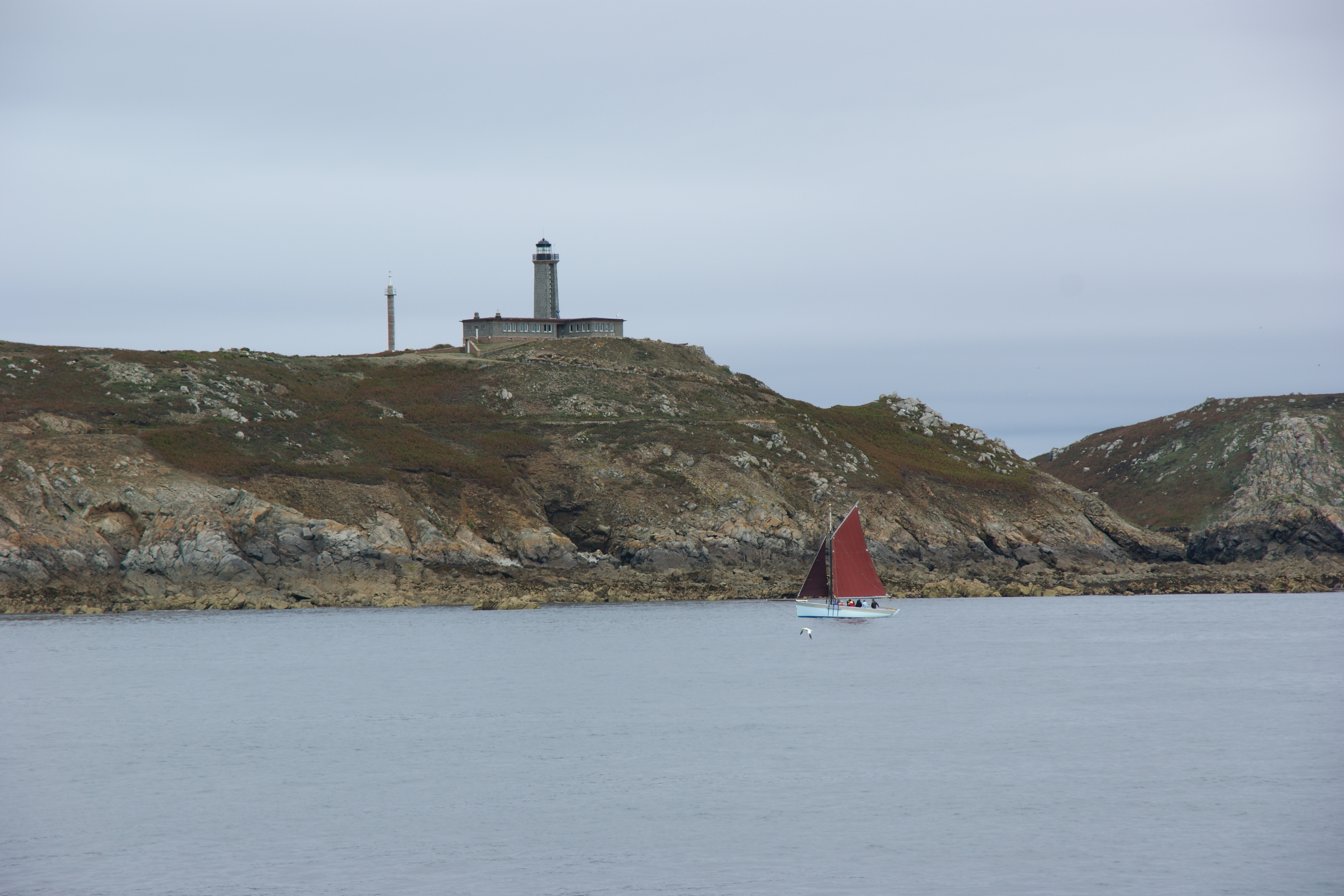
Phare des Sept-Îles

Bâti entre 1831 et 1835 le phare est démoli en 1944 par les Allemands puis reconstruit après la guerre en 1952. Mesurant une hauteur de vingt mètres, il était le dernier phare des Côtes-d'Armor à être encore habité avant d'être automatisé en 2007.

## Réserve naturelle
En 1910, la Compagnie des chemins de fer de l'Ouest organise des excursions de chasse aux calculos, dont l'objet est de tirer sur les macareux moines, qui colonisent les Sept-Îles, afin d'exposer leurs becs comme trophées de chasse rapportés de ces  safaris. En deux ans, leur nombre passe ainsi de 20 000 à 2 000 oiseaux. Une poignée de défenseurs de la nature s'en émeut et obtient que la chasse des oiseaux soit officiellement interdite sur l'archipel. La première réserve ornithologique privée est créée en 1912 sous l'appellation de Site naturel protégé. La même année à la suite de cette affaire, la Ligue pour la protection des oiseaux est créée. Elle est classée réserve naturelle nationale depuis 1976.